# بداز
بداز أو باداز هو كسكس مغربي خاص بالمطبخ الأمازيغي لأهل مناطق سهل سوس، الصويرة وآسفي، يصنع من دقيق الذرة مرفوقا بمختلف أنواع اللحوم لكنه غالبًا ما يُحضر أساسا بزيت الأركان والأسماك.

## الأنواع

### باداز بالحوت
باداز بالحوت هو أحد أنواع الكسكس المغربي الأمازيغي للمنطقة،، الذي يتفنن في تحضيره السوسيون، ومن مكوناته الأساسية نجد كسكس الذرة، والحوت، وزيت أرڭان، يحضر هذا الكسكس عن طريق وضع الكسكس في وعاء كبير، وتبليله بملعقة كبيرة من زيت الأركان ونصف كأس ماء، مع فركه بين يدين مبللة عدة مرات. ثم وضع الكسكس في الكسكاس، وانتظر خروج البخار من الفتحات، يقلب الكسكس في وعاء. يتم تهوية الكسكس باستخدام الشوكة وكذلك اليدين عن طريق سكب باقي الماء، وأضف الملح. يوضع الكسكس مرة أخرى في الكسكاس وينتظر خروج البخار مرة أخرى. يسكب الكسكس في القصعة للمرة الأخيرة، مع سكب ما تبقى من زيت الأرڭان ومزجه مع الكسكس لتفكيك الحبوب.
في قدر، يوضع زيت الأرڭان والبصل المقشر والمقطع، والطماطم، واللفت والقرع الأحمر والأخضر، والباذنجان، والملفوف، والجزر، والفلفة الحلوة، والملح والكزبرة والزنجبيل والزعفران، يسكب الماء فيه ويترك ليغلي على نار عالية ثم تخفض الحرارة، وتترك الخضار لتطهى. يضاف الحوت، ويترك لينضج لمدة 10 دقائق. يسكب الكسكس الساخن في طبق عميق، ويرش عليه الصوص، وتوضع الخضار والحوت في الأعلى.

### باداز بفواكه البحر
باداز بفواكه البحر أو كسكس الذرة بفواكه البحر، هو أحد أنواع الكسكس المغربي، وأحد أنواع كسكس الذرة المنتشر في المغرب فقط، يتميز هذا النوع من الكسكس بوجود فواكه البحر، مقارنة مع باداز بالحوت الذي يتميز بوجود الحوت. يحضر هذا الطبق بنفس طريقة تحضير باداز بالحوت، توجد بعض الاختلافات البسيطة بحيث تطهى فواكه البحر بمفردها ثم تظاف للخضر وكذلك اختلاف بعض أنواع الخضر المضافة في الطبق.

## روابط خارجية
Choumicha : Couscous de Maïs (Baddaz) aux Fruits de Mer | Seafood Couscous